# Chaenostoma calciphilum
Chaenostoma calciphilum är en flenörtsväxtart som först beskrevs av Olive Mary Hilliard, och fick sitt nu gällande namn av Kornhall. Chaenostoma calciphilum ingår i släktet Chaenostoma och familjen flenörtsväxter. Inga underarter finns listade i Catalogue of Life.